# Espírito Santo (Nisa)
A Freguesia de Espírito Santo é uma antiga freguesia portuguesa do Município de Nisa, que tinha 87,34 km² de área e 1 861 habitantes (2011), e, por isso, uma densidade populacional de 21,3 hab/km².
Foi extinta (agregada) pela reorganização administrativa de 2012/2013, sendo o seu território integrado na União de Freguesias de Espírito Santo, Nossa Senhora da Graça e São Simão.

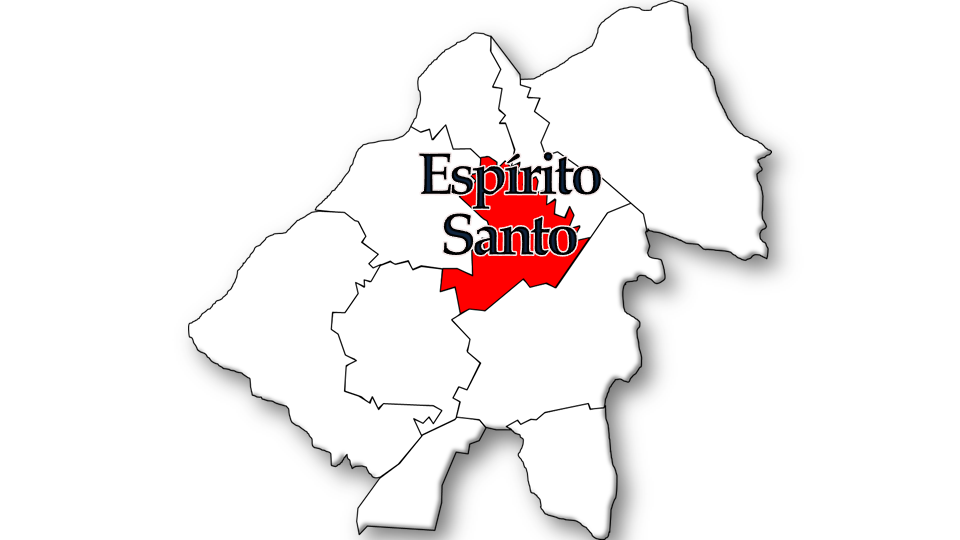
Localização no Município de Nisa

## População
| População da freguesia de Espírito Santo | População da freguesia de Espírito Santo | População da freguesia de Espírito Santo | População da freguesia de Espírito Santo | População da freguesia de Espírito Santo | População da freguesia de Espírito Santo | População da freguesia de Espírito Santo | População da freguesia de Espírito Santo | População da freguesia de Espírito Santo | População da freguesia de Espírito Santo | População da freguesia de Espírito Santo | População da freguesia de Espírito Santo | População da freguesia de Espírito Santo | População da freguesia de Espírito Santo | População da freguesia de Espírito Santo |
| ---------------------------------------- | ---------------------------------------- | ---------------------------------------- | ---------------------------------------- | ---------------------------------------- | ---------------------------------------- | ---------------------------------------- | ---------------------------------------- | ---------------------------------------- | ---------------------------------------- | ---------------------------------------- | ---------------------------------------- | ---------------------------------------- | ---------------------------------------- | ---------------------------------------- |
| 1864                                     | 1878                                     | 1890                                     | 1900                                     | 1911                                     | 1920                                     | 1930                                     | 1940                                     | 1950                                     | 1960                                     | 1970                                     | 1981                                     | 1991                                     | 2001                                     | 2011                                     |
| 1 971                                    | 2 106                                    | 2 479                                    | 2 767                                    | 2 911                                    | 2 987                                    | 3 553                                    | 4 071                                    | 4 564                                    | 3 080                                    | 2 491                                    | 2 306                                    | 2 210                                    | 2 057                                    | 1 861                                    |

## Património
- Anta da Vila de Nisa
- Fonte da Pipa
- Ponte medieval sobre a Ribeira de Figueiró,  Ponte romana de Albarrol e Ponte romana de Vila Flor